# عبد الرحمن العجلان (لاعب كرة قدم سعودي)
عبد الرحمن العجلان (مواليد 11 يوليو 1987) هو لاعب كرة قدم سعودي .
لعب سابقاً في أندية النصر وسدوس و الحمادة والشعلة و الحزم والكوكب و المزاحمية والشرق .

## وصلات خارجية
- عبد الرحمن العجلان
- Eurosport.fr Profile (بالفرنسية)
- FootballDatabase.eu Profile(بالإنجليزية)
- Goal.com Profile(بالإنجليزية)
- slstat.com Profile(بالإنجليزية)
- عبد الرحمن العجلان على موقع قاعدة بيانات كرة القدم.إي يو (الإنجليزية)
- عبد الرحمن العجلان على موقع Soccerway.com (الإنجليزية)

(بالإنجليزية)